# تايم كرايسس 2
تايم كرايسس 2 (بالإنجليزية: Time Crisis II)‏، هي الجزء الثاني من سلسلة ألعاب الشوتم أب تايم كرايسس، تم عرض اللعبة على صالة الأركيد عام 1997، ومن ثم صدرت على منصة بلاي ستيشن 2 عام 2001، طورتها ونشرتها نامكو.